# Heterolepis
Heterolepis Cass., 1820 è un genere di piante angiosperme dicotiledoni della famiglia delle Asteraceae.

## Descrizione

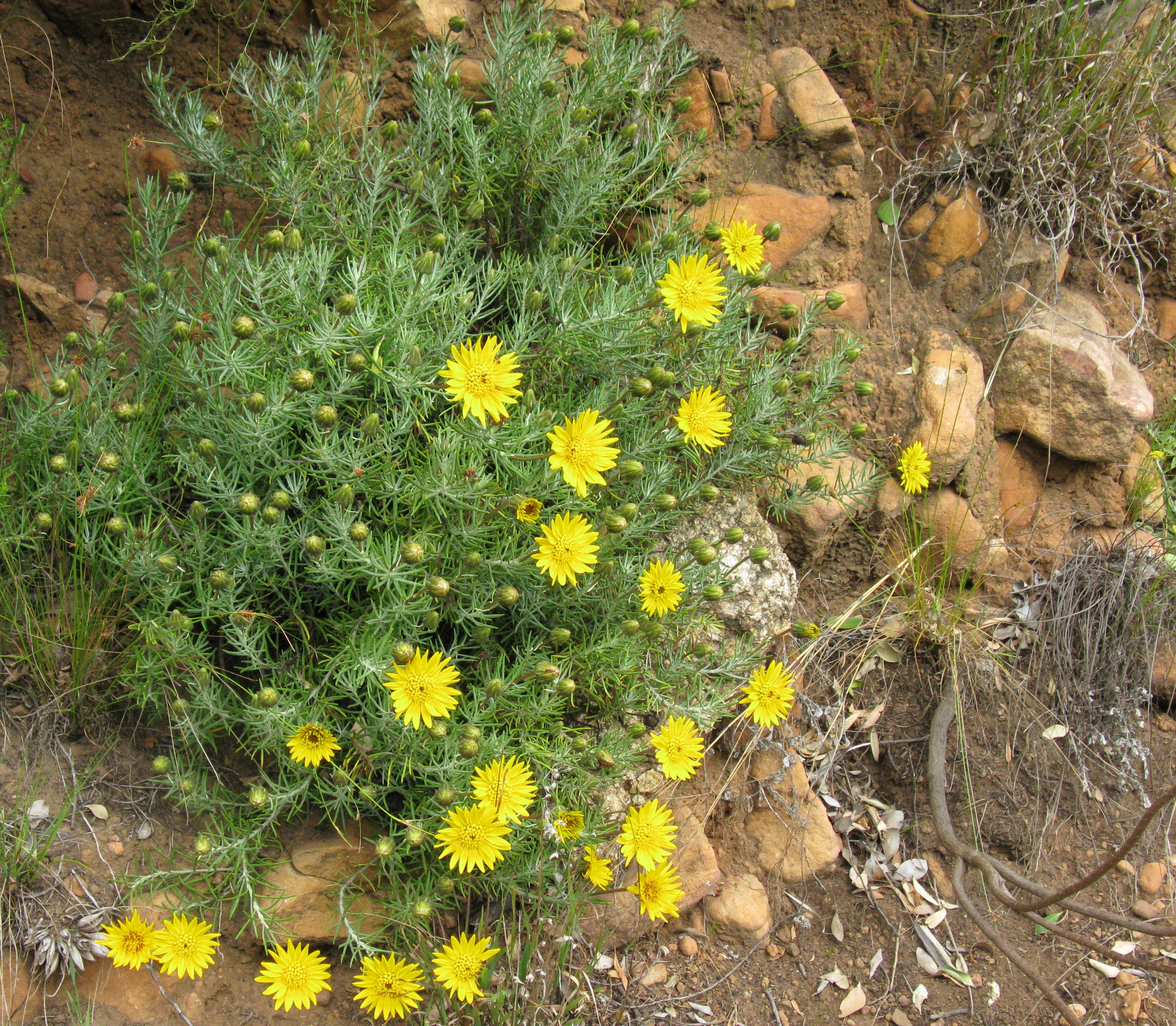
Il portamento
Heterolepis aliena

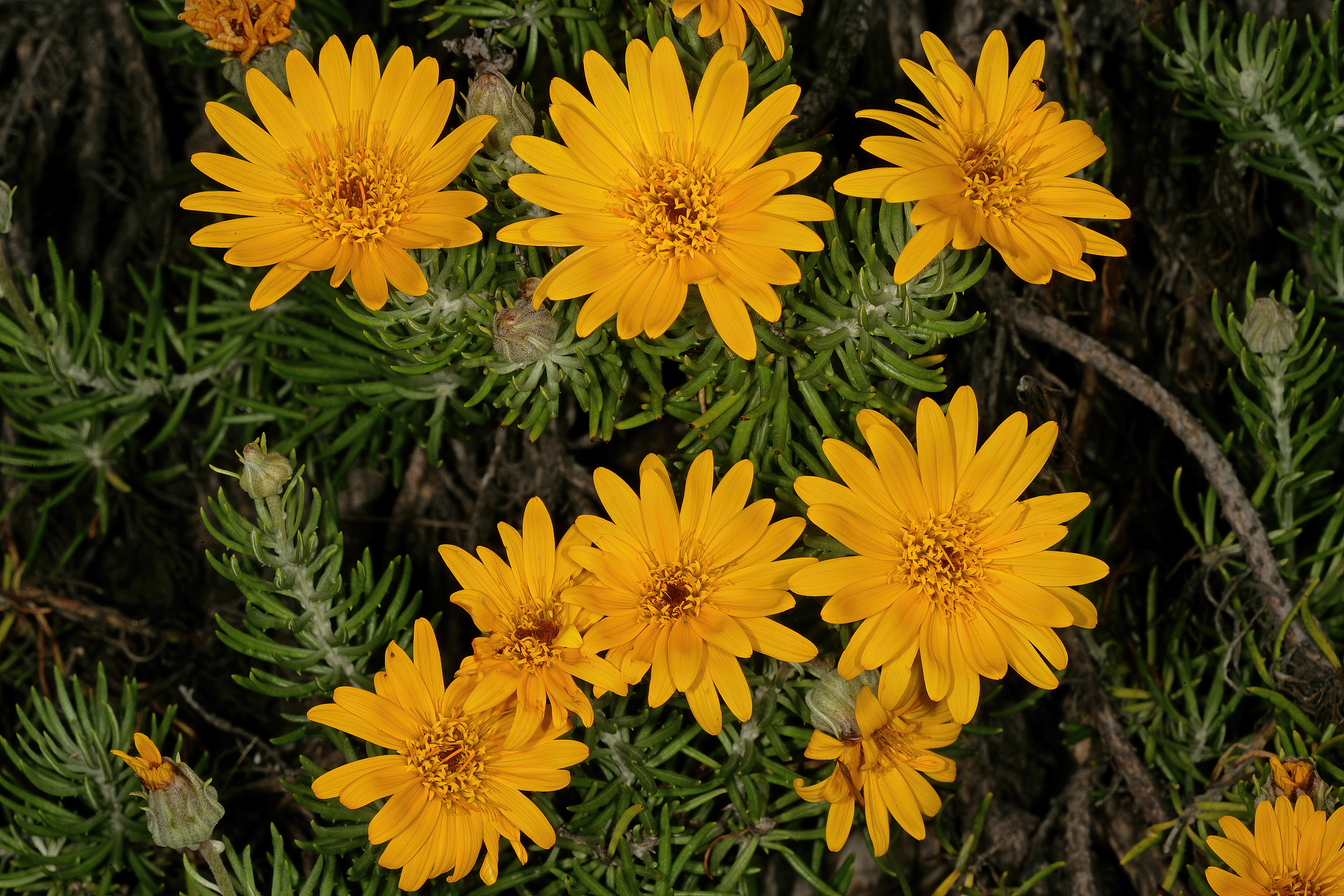
Le foglie
Heterolepis aliena

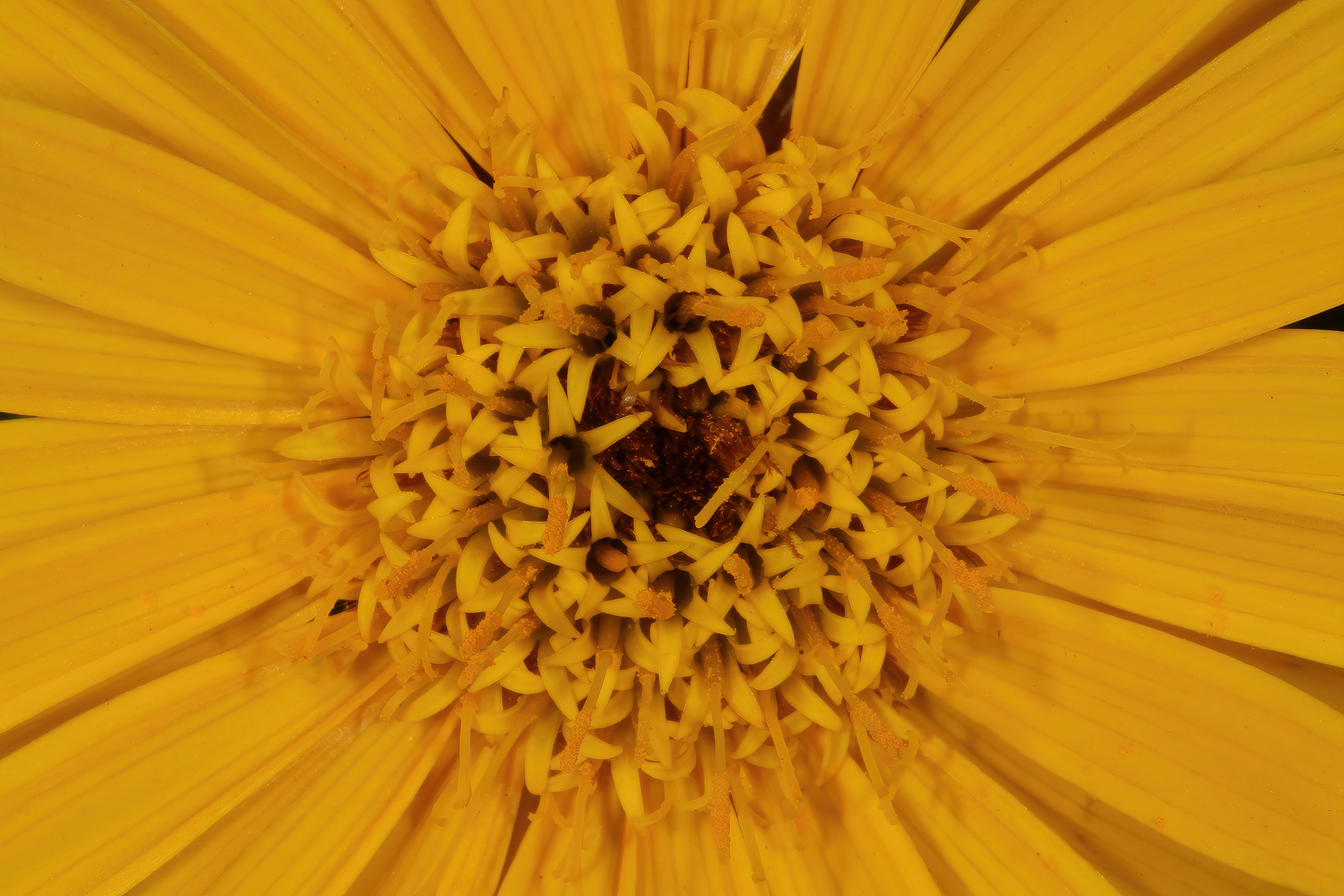
I fiori
Heterolepis aliena

Le specie di questo genere hanno un portamento subarbustivo (da 20 a 100 cm) con organi interni contenenti quasi sempre latice (una linfa lattiginosa bianca presente soprattutto nei rami giovani). I fusti hanno una corteccia sottile e sono glabri, o in alternativa si presentano bianco-lanosi, e talvolta sono ghiandolari. Queste specie possiedono tricomi multicellulari e biseriati sui peduncoli, sulle brattee involucrali, sul tubo e sui lobi della corolla.
Le foglie lungo il caule sono disposte in modo alterno. La lamina ha delle forme lineari-oblunghe con contorno intero o dentato. In genere le foglie sono prive di spine ed hanno una consistenza coriacea. La superficie adassiale in genere è glabra o scarsamente lanosa che diventa in seguito glabra,
mentre la superficie abassiale varia da densamente a scarsamente lanosa eccetto sulla nervatura media abassiale alquanto ingrandita.
Le infiorescenze sono composte da capolini solitari e peduncolati.  I capolini di tipo radiato (solamente in H. anomala è di tipo discoide), sono formati da un involucro  composto da brattee (o squame) disposte su più serie (2 - 4) all'interno delle quali un ricettacolo fa da base ai fiori tubulosi (quelli centrali o del disco) e ligulati (quelli periferici e radianti). L'involucro può avere varie forme: campanulato, cilindrico, urceolato o obconico. Le brattee sono connate alla base; quelle esterne sono fogliacee con forme lanceolate e apici acuti; quelle interne sono più grandi, arrotondate e tronche con apici scariosi. Il margine delle brattee è membranoso e è spesso seghettato finemente. Le brattee diventano marrone scuro con l'età. Il ricettacolo è alveolato; in alcuni casi incomincia a lignificarsi all'antesi.
I fiori sono tetra-ciclici (ossia sono presenti 4 verticilli: calice – corolla – androceo – gineceo) e pentameri (ogni verticillo ha in genere 5 elementi). I fiori sono inoltre ermafroditi (quelli del disco) e femminili e fertili (quelli periferici); quest'ultimi possono avere degli staminoidi.
- Formula fiorale:

*/x K {\displaystyle \infty }, [C (5), A (5)], G 2 (infero), achenio
- Calice: i sepali del calice sono ridotti ad una coroncina di squame.

- Corolla: le corolle dei fiori del raggio hanno delle ligule raggianti che terminano con 3 denti o lobi filiformi; i lobi in genere sono sclerificati sui margini o lungo le venature. Anche i lobi dei fiori del disco centrale sono ispessiti; la forma è strettamente campanulata. Il colore delle corolle è giallo brillante, quasi biancastro in alcune specie.

- Androceo: gli stami sono 5 con filamenti liberi e distinti, mentre le antere sono saldate in un manicotto (o tubo) circondante lo stilo. L'appendice apicale delle antere varia da corta a lunga, normalmente è acuta e frangiata;  le teche sono speronate con o senza coda. L'endotecio normalmente è privo di pareti laterali ispessite, possono essere presenti alcune cellule polarizzate. Il polline può avere varie forme ma generalmente è sferico.

- Gineceo: lo stilo è filiforme, mentre gli stigmi dello stilo sono due divergenti. L'ovario è infero uniloculare formato da 2 carpelli. Gli stili sono claviformi e alla base della biforcazione stigmatica è presente un anello peloso; nella parte superiore possono essere leggermente ispessiti.

Il frutto è un achenio con pappo. Gli acheni sono costoluti e dorsoventralmente asimmetrici; il pericarpo si presenta con una subepidermide sclerificata su 1 - 2 strati di cellule rotondeggianti; la superficie è densamente sericea. Il pappo, corposo, è costituito da due serie di subulate squame barbate o piumose.

## Biologia
- Impollinazione: l'impollinazione avviene tramite insetti (impollinazione entomogama tramite farfalle diurne e notturne).
- Riproduzione: la fecondazione avviene fondamentalmente tramite l'impollinazione dei fiori (vedi sopra).
- Dispersione: i semi (gli acheni) cadendo a terra sono successivamente dispersi soprattutto da insetti tipo formiche (disseminazione mirmecoria). In questo tipo di piante avviene anche un altro tipo di dispersione: zoocoria. Infatti le brattee dell'involucro possono agganciarsi ai peli degli animali di passaggio disperdendo così anche su lunghe distanze i semi della pianta.

## Distribuzione e habitat
La distribuzione delle piante di questa specie è relativa al Sudafrica. Alcune specie sono associate ad habitat rocciosi o radicano in fessure rocciose, mentre altre specie crescono in terreni aperti di tipo arbustivo.

## Tassonomia
La famiglia di appartenenza di questa voce (Asteraceae o Compositae, nomen conservandum) probabilmente originaria del Sud America, è la più numerosa del mondo vegetale, comprende oltre 23.000 specie distribuite su 1.535 generi, oppure 22.750 specie e 1.530 generi secondo altre fonti (una delle checklist più aggiornata elenca fino a 1.679 generi). La famiglia attualmente (2021) è divisa in 16 sottofamiglie.

### Filogenesi
Le piante di questa voce appartengono alla tribù Arctotideae della sottofamiglia Vernonioideae. Questa assegnazione è stata fatta solo ultimamente in base ad analisi di tipo filogenetico sul DNA delle piante. Precedenti classificazioni descrivevano queste piante nella sottofamiglia Cichorioideae. La tribù è divisa in due sottotribù Gorteriinae e Arctotidinae; il genere di questa voce per il momento non è descritto in nessuna di queste due sottotribù ed è considerato, nell'ambito della tribù, incertae sedis.
I caratteri morfologici che individuano le specie di questo genere sono abbastanza unici e non si trovano in nessun altro taxon delle Asteraceae:
- le corolle dei fiori del disco sono profondamente lobate con struttura 3 + 1;
- le corolle dei fiori del raggio hanno una struttura 3 + 2;
- la presenza di staminoidi nei fiori del raggio;
- le antere sono caudate con code relativamente corte e poco ramificate;
- una particolare morfologia dello stilo
- il pappo è biseriato e formato squame (simili a setole) subulate barbate o piumose.

Le affinità con la tribù Arctotideae sono:
- la fusione basale delle brattee involucrali;
- il ricettacolo alveolato;
- la presenza della linfa lattiginosa;
- le code delle antere caudate e appena ramificate.

I caratteri del genere presentano delle affinità sia verso la sottotribù Arctotidinae che Gorteriinae. Gli studi basati sul DNA non sono stati in grado di risolvere il problema sull'assegnazione ad una delle due sottotribù, probabilmente a causa di una mancanza di completezza del campionamento dei taxon, ma anche a causa della mancanza di informazioni sufficienti nei marcatori molecolari campionati. Di conseguenza Heterolepis rimane non assegnato a una sottotribù all'interno della sottofamiglia Vernonioideae.
Il numero cromosomico delle specie di questo gruppo è: 2n = 10, 12, 18 e oltre.

### Elenco delle specie
Per questo genere sono assegnate le seguenti 4 specie:
- Heterolepis aliena Druce
- Heterolepis anomala  J.C.Manning & Goldblatt
- Heterolepis mitis  DC.
- Heterolepis peduncularis  DC.

### Sinonimi
Sono elencati alcuni sinonimi per questa entità:
- Heteromorpha Cass.
- Minurothamnus DC.